# Ochrothripa leptochroma
Ochrothripa leptochroma är en fjärilsart som beskrevs av Turner 1902. Ochrothripa leptochroma ingår i släktet Ochrothripa och familjen trågspinnare. Inga underarter finns listade i Catalogue of Life.